# Fernando Picun
Fernando Picun (n. 14 februarie 1972, Montevideo, Departamentul Montevideo, Uruguay) este un fost fotbalist uruguayan.
Între 1996 și 1999, Picun a jucat 9 meciuri pentru echipa națională a Uruguayului.

## Statistici
| Uruguay | Uruguay | Uruguay |
| An      | Meciuri | Goluri  |
| ------- | ------- | ------- |
| 1996    | 2       | 0       |
| 1997    | 0       | 0       |
| 1998    | 0       | 0       |
| 1999    | 7       | 0       |
| Total   | 9       | 0       |